# 半澤嘉博
半澤 嘉博（はんざわ よしひろ、1953年12月5日 - ）は日本の教育者。東京家政大学児童学部初等教育学科特任教授。東京家政大学大学院人間生活学総合研究科特任教授。社会福祉法人東京都手をつなぐ育成会監事。専攻は特別支援教育であり、特に「インクルーシブ教育」の推進を研究する。博士(学術)。
他に、一般財団法人きょういく創造育成財団理事、社会福祉法人東京都手をつなぐ育成会監事・編集委員、特別支援教育実践研究学会理事・編集委員、特定非営利活動法人世田谷区ユニバーサルスポーツ振興会理事、都立王子特別支援学校放課後子供教室代表を務める。

## 来歴
東京都出身。東京都立新宿高等学校を経て、東京学芸大学教育学部特殊教育学科聾教育専攻を卒業した。1977年より八王子市立第四小学校の難聴学級に勤務する。以降、調布市立深大寺小学校、渋谷区立大向小学校(現：神南小学校）で教壇に立った。1979～1981年度及び1990年度、東京都教育委員会心身障害教育開発委員会委員。1991年度、東京都立教育研究所の教員研究生。
1992年から東京都教育庁指導部心身障害教育指導課に指導主事として勤務する。その後、世田谷区教育委員会指導室指導主事、東京都教職員研修センター現職研修課統括指導主事などを歴任した。肢体不自由特別支援学校である東京都立村山養護学校（当時）の教頭も務めた。
2003年度から2008年度までは東京都教育庁指導部に戻り、主任指導主事（特別支援教育担当、2003年度 - 2005年度）、副参事（特別支援学校教育担当、2006年度 - 2007年度）、特別支援学校教育担当課長（2008年度）の役職に就いた。
2009年度より東京家政大学家政学部児童教育学科准教授となり、2015年度に教授に昇進するとともに、進路支援センター所長（2015年度）、モンゴル国立教育大学教育学部客員教授(2016年度 - 2018年度)を兼任した。また、明治大学文学部の兼任講師（2017年度-2022年度）も務めていた。
2021年3月、東京家政大学大学院人間生活学総合研究科人間生活学専攻において、博士（学術）の学位を取得。

## 著書
- (代表執筆）道徳　私たちの未来　未来の私たち　開隆堂出版、2023年
- （教育論壇）『特別支援教育の充実を図る学校経営』小学校時報　2021年6月号
- （編著）『中学校担任のためのよくわかるインクルーシブ教育　課題解決Q&A』開隆堂出版、2019年
- （編著）『小学校担任のためのよくわかるインクルーシブ教育　課題解決Q&A』開隆堂出版、2019年
- （編著）『小・中学校管理職のためのよくわかるインクルーシブ教育　課題解決Q&A』開隆堂出版、2019年
- （担当執筆）発達障害について理解を深める　シリーズ　「日本教育」, 日本教育会、2020年度
- （原著論文）Enhancing support for students with special needs through improved collaborations between schools and after-school day service centers: A study in metropolitan Tokyo, 東京家政大学研究紀要, 60(1), 29-37、2020年